# Lepidozia trichodes
Lepidozia trichodes là một loài rêu tản trong họ Lepidoziaceae. Loài này được (Reinw. ex Blume & Nees) Gottsche miêu tả khoa học lần đầu tiên năm 1845.